# Fuerzas Armadas Árabes Sirias
Las Fuerzas Armadas Árabes Sirias (en árabe: القوات المسلحة العربية السورية‎, romanizado: al-Quwwāt al-Musallaḥah al-ʿArabīyah as-Sūrīyah), conocidas históricamente como el ejército baazista o las fuerzas baazistas gubernamentales, fueron las fuerzas militares de la República Árabe Siria bajo el régimen del Partido Baaz Árabe Socialista Sirio y se componían del Ejército Árabe Sirio, la Armada Árabe Siria, la Fuerza Aérea Árabe Siria y la Fuerza de Defensa Aérea, además, en sus últimas décadas de existencia, de varios grupos paramilitares personlistas que respondían directamente a la familia Ásad. Según la Constitución de Siria, el Presidente de Siria era el Comandante en jefe de las Fuerzas Armadas.

## Historia
Históricamente las fuerzas armadas sirias actuaron siempre en defensa del régimen sirio, pero también han mantenido una postura histórica de rechazo a las ambiciones territoriales del estado de Israel, durante todas las guerras árabes-israelíes. Es considerado uno de los ejércitos más poderosos del medio oriente y con amplia experiencia de combate. 
Durante los años 70 y 80 del siglo XX, las fuerzas sirias estuvieron desplegadas en el Líbano, como Fuerzas Árabes de Disuasión, entre las facciones involucradas en la guerra civil y religiosa sectaria que allí tuvo lugar. Enfrentaron la invasión israelí de 1982. 

### Modernización
Durante los últimos años, Siria ha dependido de la venta de armas de Rusia para obtener armas modernas, incluyendo sistemas de defensa aérea y antitanque. A principios de septiembre de 2008, el gobierno sirio ordenó la adquisición de cazas Mikoyan MiG-29M, sistemas de defensa aérea Pantsir-S1, sistemas de misiles tácticos Iskander, aviones Yak-130, y dos submarinos Amur-1650, material proveniente de Rusia. El ministro de Asuntos Exteriores Serguéi Lavrov aseguró que la venta no alteraría la balanza de poder en el Medio Oriente, y que estaba "en consonancia con la ley internacional". 
Rusia planea modernizar y expandir su base naval en Tartus para obtener más presencia en el Mediterráneo. Israel y los Estados Unidos se oponen a más ventas de armas por miedo a que las armas caigan bajo control de Irán o luchadores de Hezbolá en el Líbano.

### Guerra civil siria
Desde que la guerra civil siria empezó, las Fuerzas Armadas han sido enviadas a luchar contra los insurgentes. A medida que la rebelión se convertía en una guerra civil, muchos soldados desertaron de las Fuerzas Armadas y se unieron bajo un único estandarte, el Ejército Libre Sirio. En marzo de 2012, el gobierno sirio aprobó unas restricciones de viaje. Bajo las nuevas restricciones, anunciadas por los medios de comunicación locales, todos los hombres de entre 18 y 42 años tenían prohibido viajar al extranjero. En una entrevista de finales de junio de 2012 en el periódico Alsharq Al Awsat, Riyad al-Asad decía que unos 20-30 oficiales sirios desertaban a Turquía cada día.
El 18 de julio de 2012, el Ministro de Defensa Dawoud Rajha, el anterior ministro de defensa Hasan Turkmani, y el cuñado del presidente, el General Assef Shawkat murieron a causa de un atentado con bomba en Damasco. El jefe de la inteligencia siria Hisham Bekhityar también fue herido en la misma explosión.
Desde el inicio de la guerra, las organizaciones de derechos humanos han informado de que la mayoría de abusos han sido cometidos por las fuerzas del gobierno sirio, y la investigación de las Naciones Unidas ha concluido que los abusos de los terroristas (rebeldes sirios) son los mayores en términos de gravedad y escala. Las ramas de las Fuerzas Armadas de Siria que han cometido crímenes de guerra incluyen por lo menos el Ejército Árabe Sirio, la Fuerza Aérea Árabe Siria y la Inteligencia Militar Siria.
El 8 de diciembre de 2024 luego de la toma de Damasco por los rebeldes sirios y la huida a Moscú del presidente sirio Bashar al-Ásad las fuerzas armadas se consideran disueltas de facto, aunque aun hay resquicios del antiguo ejército en las zonas costeras y las bases navales de Rusia

## Personal

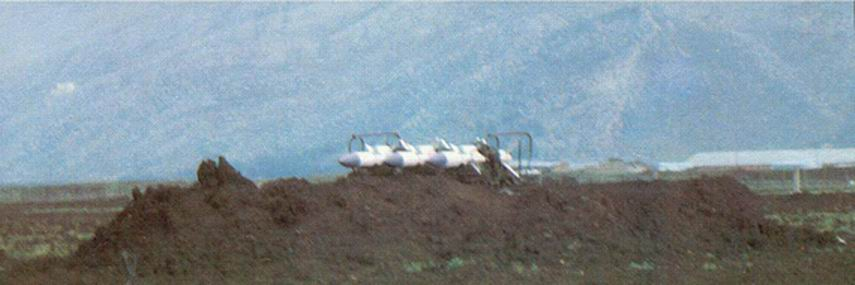
Parte de un 2K12 Kub sirio construido cerca de la autopista Beirut-Damasco, con vistas al valle de Bekaa, a principios de 1982.

En Siria, el servicio militar es obligatorio. Los hombres sirven en el ejército tras cumplir los 18 años. Antes del inicio de la guerra civil siria, el periodo de servicio militar obligatorio decrecía con los años. En 2005, pasó de 2 años y medio a 2 años. En 2008 a 21 meses y en 2011 a 18 meses (año y medio).
Según datos de 2011.
| Personal activo                  | 304.000    |
| Personal de reserva              | 450.500    |
| Disponible para servicio militar | 11.550.588 |
| Aptos para servicio militar      | 9.939.661  |
| Alcanzan edad militar cada año   | 501.410    |
| Población total siria (2012)     | 20.820.311 |

1. 1 2  18-49 años

### Composición
La mayoría de los soldados en las Fuerzas Armadas Sirias son alauitas, al igual que el actual presidente Bashar al-Asad. Los alauitas representan el 12% de la población total siria pero se estima que el 70% de los soldados del ejército sirio son alauitas. Además los puestos de generales y altos mandos están copados exclusivamente por alauitas, e incluso las fuerzas de élite y varias divisiones acorazadas están compuestas exclusivamente por alauitas, como el caso de la Guardia Republicana Siria. Otras ramas del ejército tienen composiciones más variadas, como las Fuerzas Aéreas de mayoría suní.

## Estructura
Con base en Damasco, el ejército está estructurado en fuerzas terrestres, aéreas y navales.

### Ejército Sirio

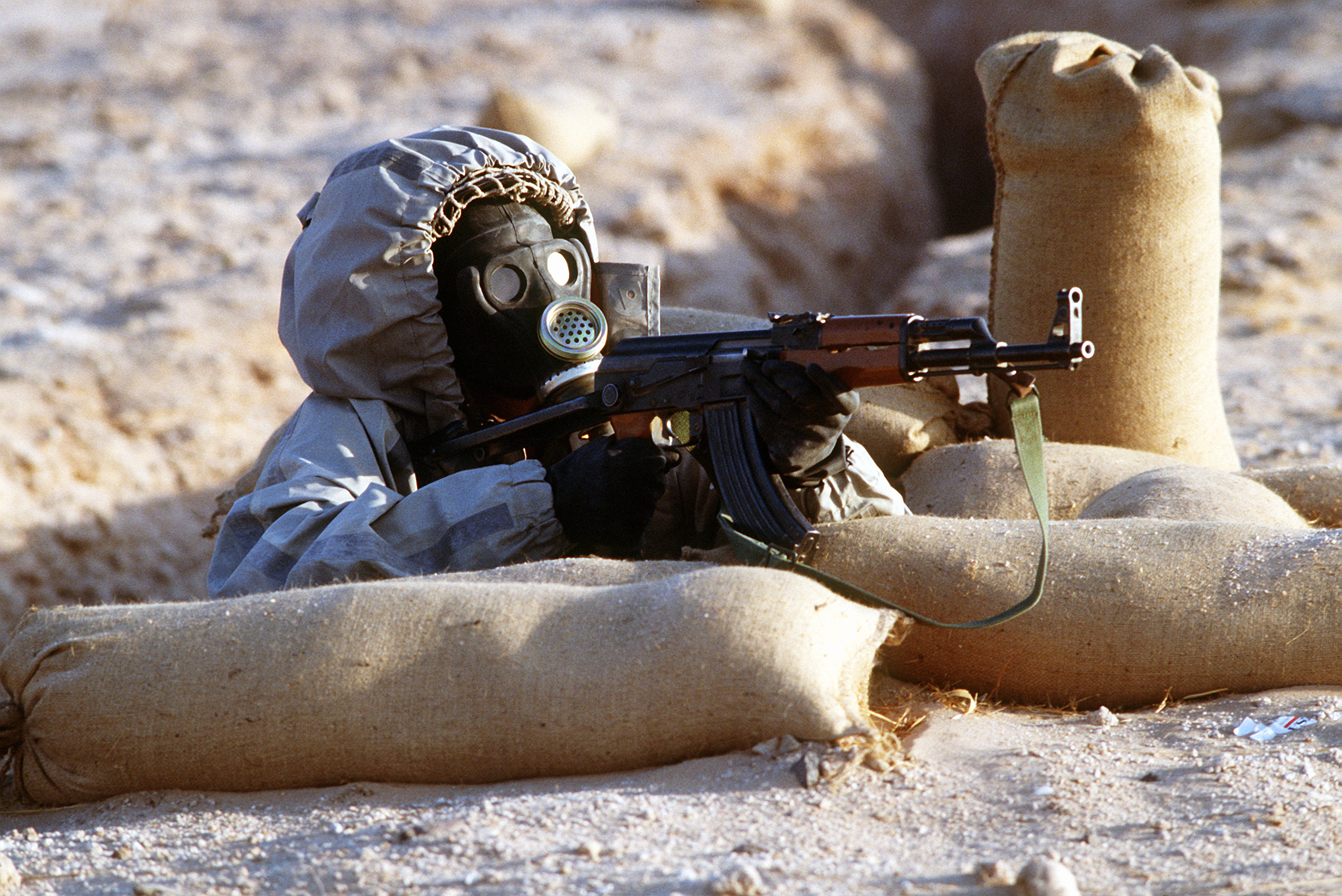
Un soldado sirio apunta con un rifle de asalto Tipo 56 desde una trinchera durante la Operación Desert Shield. El soldado lleva una máscara de guerra nuclear-biológica-química Modelo ShMS soviética.

En 1987, Joshua Sinai, de la Biblioteca del Congreso, escribió que el Ejército Árabe Sirio era el servicio dominante de los tres, y por lo tanto controlaba la mayor parte de los cargos en las fuerzas armadas y tenía más personal: sobre el 80% de todas las fuerzas combinadas. Según Sinai, la principal novedad en la organización del ejército fue el establecimiento de una estructura de división adicional basada en las fuerzas especiales y la organización de formaciones terrestres en dos cuerpos.
Según las estimaciones del International Institute for Strategic Studies, en 2010 el ejército contaba con 220.000 soldados activos y 280.000 de reserva. La edición de 2011 de Military Balance, mostraba los mismos datos, pero en la edición de 2013, en medio de la guerra, el IISS estimó que el ejército contaba con 110.000 hombres. 
En 1987, el personal activo del ejército servía en tres cuerpos de ejército, 8 divisiones acorazadas (con una brigada acorazada independiente), tres divisiones mecanizadas, una división acorazada de fuerzas especiales y 10 brigadas independientes aerotransportadas de fuerzas especiales. En 2011, el ejército tenía 11 formaciones divisionales. De 2010 a 2011, el número de divisiones acorazadas disminuyó de 8 a 7, ya que la brigada acorazada independiente fue reemplazada por un regimiento de tanques independiente. 
Además de la 14.ª División de Fuerzas Especiales, la 15.ª División de Fuerzas Especiales ha sido identificada por la Wikipedia en árabe y Human Rights Watch en 2011.
Las Antiguas Compañías de Defensa se integraron en el ejército sirio como la 4.ª División Acorazada y la Guardia Republicana. La 4.ª División Acorazada se convirtió en una de las fuerzas de seguridad más efectivas del gobierno de Asad.

### Armada Siria
En 1950, la Armada Árabe Siria se estableció tras adquirir unas pocas embarcaciones navales de Francia. El personal inicial consistía en soldados que habían sido enviados a academias francesas de entrenamiento naval. En 1985, unos 4.000 regulares formaban el personal de la armada, junto con 2.500 hombres y oficiales de reserva. La armada estaba bajo el mando regional de Latakia, perteneciente al ejército. La flota se encuentra en los puertos de Latakia, Baniyas, Minat al Bayda y Tartús. Entre los 41 buques, se encontraban 2 fragatas, 22 buques de ataque lanzamisiles (incluyendo 10 buques lanzamisiles del tipo Osa II), 2 cazasubmarinos, 4 buques antiminas, 8 cañoneros, 6 botes patrulla, 4 corbetas lanzamisiles, 3 lanchas de desembarco, 1 buque de recuperación de torpedos y, como parte de su sistema de defensa costera, misiles tierra-mar Sepal con un alcance de 300 kilómetros. 

### Fuerza Aérea Siria
La Fuerza Aérea Árabe Siria es la rama de aviación de las Fuerzas Armadas Sirias. Fue establecida en 1948, y vio combate en 1948, 1967, 1973 y en 1982 contra Israel. Ha combatido contra grupos militantes en suelo sirio en 2011-2012 durante la guerra civil siria. Actualmente hay unas 15 bases aéreas sirias en todo el país. 

### Fuerza de Defensa Aérea Siria
En 1987, según los Estudios Nacionales de la Biblioteca del Congreso, el Mando de la Defensa Aérea, dentro del Mando del Ejército pero también compuesto de personal de la Fuerza Aérea, contenía un total de 60.000 militares. En 1987, las unidades incluían 20 brigadas de defensa aérea (con aproximadamente 95 baterías SAM) y dos regimientos de defensa aérea. El Mando de Defensa Aérea tenía acceso a aviones interceptores e instalaciones de radar. La defensa aérea incluía baterías SAM de largo alcance SA-5 sobre Damasco y Alepo, con unidades SAM móviles SA-6 and SA-8 adicionales desplegadas a lo largo de la frontera con el Líbano
En algún momento más tarde, el Mando de la Defensa Aérea fue ascendido a una fuerza separada, la Fuerza de Defensa Aérea Árabe Siria.

### Fuerzas paramilitares
- As-Saika - una fuerza de comando.
- Compañías de Defensa - integrada en el ejército como la 4.ª División Acorazada y la Guardia Republicana, así como la 14.ª División Aerotransportada, con 5 regimientos de Fuerzas Especiales.
- Ejército por la Liberación de Palestina - una fuerza auxiliar palestina, aparentemente devuelta al control de la autoridad palestina.
- Guardia Republicana - integrada en el ejército.